# Petrykozy (powiat pabianicki)
Petrykozy – wieś w Polsce położona w województwie łódzkim, w powiecie pabianickim, w gminie Pabianice.
Wieś jest siedzibą sołectwa Petrykozy, w którego skład wchodzi również Petrykozy-Osiedle.
Prywatna wieś duchowna Potrykozy położona była w drugiej połowie XVI wieku w powiecie szadkowskim województwa sieradzkiego, własność krakowskiej kapituły katedralnej. W latach 1975–1998 miejscowość należała administracyjnie do ówczesnego województwa łódzkiego.
W 1943 Niemcy wprowadzili nazwę okupacyjną Petrikosy.
We wsi znajduje się szkoła podstawowa im H.Ch. Andersena oraz Gminny Ośrodek Zdrowia.
Miejscowość włączona jest do sieci autobusowej MZK Pabianice (linie 260 i 261).